# Gheorghe Bosînceanu
Gheorghe Bosînceanu este un om de afaceri din Constanța.

## Biografie
În anul 2010 era al doilea cel mai bogat om din Constanța. Deține Șantierul Naval Constanța dar este și un armator puternic, deținând mai multe petroliere de peste 100.000 TDW. A fost și acționarul principal al clubului de fotbal Farul Constanța. Gheorghe Bosînceanu mai deține și trustul de presă Cuget liber Constanța precum și un hotel în stațiunea Neptun. În anul 2005, Gheorghe Bosînceanu avea o avere estimată la 65 milioane de dolari.